# موغاموليزوماب
موغاموليزوماب هو جسم مضاد وحيد النسيلة مأنسن، حصلت على موافقة استخدامه في اليابان في علاج الأبيضاض التائي الخلايا في البالغين المقاوم والمنتكس.
وقد طورت شركة كيوا هاكو كيرين المحدودة موغاموليزوماب. كما حصلت أمجن على الترخيص لدراسة استخدامه في علاج الربو.